# Sai On
Gushichan Ueekata Bunjaku (具志頭 親方 文若) (1682–1761), tên gọi Lưu Cầu kiểu Hán là Sai On (蔡温 (Sái Ôn)), một nhà Nho nổi tiếng người Lưu Cầu. Ông là một thành viên của Tam ti quan (Sanshikan), cầm quyền từ năm 1728 đến năm 1752.

## Tác phẩm
- Trung Sơn thế phả(中山世譜, Tiếng Trung)
- Đồ trị yếu truyền(図治要伝, Tiếng Trung)
- Thôi ông phiến ngôn(簔翁片言, Tiếng Trung)
- Độc vật ngữ(独物語, Tiếng Nhật)
- Gia nội vật ngữ(家内物語, Tiếng Nhật)
- Tự tự truyền(自敍伝, Tiếng Nhật)
- ngự giáo điều(御教条, Tiếng Nhật)